# Königreich Ungarn (1867–1918)
Das Königreich Ungarn (ungarisch Magyar Királyság, lateinisch Regnum Hungaria) war in den Jahren 1867 bis 1918 Hauptbestandteil der Länder der Heiligen Ungarischen Stephanskrone (Transleithanien), einem der beiden autonomen Staaten der Doppelmonarchie Österreich-Ungarn.
Es erhielt seine formale Selbstständigkeit 1867 in Folge des Österreichisch-Ungarischen Ausgleichs, der das absolutistische Kaisertum Österreich in zwei autonome Reichsteile aufspaltete. Der ungarische Reichsteil (Transleithanien) bestand aus dem Königreich Ungarn, seinem Nebenland Kroatien-Slawonien und der Stadt Fiume mit Gebiet. Zum König wurde am 8. Juni 1867 Franz Joseph I. gekrönt, der zugleich in Realunion auch Kaiser von Österreich war. Nach seinem Tod 1916 folgte ihm sein Großneffe Karl IV. auf den Thron.

## Geschichte

### Wiederherstellung des Königreichs
Gezwungen durch schwere politische Misserfolge der letzten Regierungsjahre ging Franz Joseph I. als Kaiser von Österreich 1865 Verhandlungen mit den Ungarn über den Staatsumbau des absolutistischen Kaisertums Österreich zu einem Staatenbund zweier selbstständiger konstitutioneller Monarchien ein. Dem vorausgegangen war die 1860 verabschiedete Verfassung (Oktoberdiplom), die den Absolutismus etwas aufweichte. Wegen des Widerstandes der Deutschliberalen und Ungarn musste diese durch weitere Zugeständnisse ergänzt werden. Das in der Folge, durch den Liberalen Anton von Schmerling, ausgearbeitete Februarpatent sah zwar schon mehr Mitbestimmung, wie etwa durch Landtage vor, mehrere Kronländer – allen voran Ungarn – verweigerten dieses jedoch. Ausschlaggebend für den Ausgleich aber war die Niederlage Österreichs in der Schlacht bei Königgrätz gegen Preußen 1866, bei der es seine Großmachtstellung in Deutschland verlor. Wegen der immer instabileren innenpolitischen Lage erfüllte der Kaiser schließlich den Ungarn, die seit der Niederschlagung des Aufstands von 1848/1849 in passivem Widerstand verharrten, die Forderung nach mehr Mitbestimmung.
Dies wurde den Ungarn 1867 mit dem Österreichisch-Ungarischen Ausgleich gegeben, der das Reich in zwei gesonderte Reichshälften mit eigenen Parlamenten aufteilte: die österreichische (Cisleithanien) mit dem Reichsrat und die ungarische Reichshälfte mit ihrem Reichstag. Zudem hatte jede Reichshälfte ihren eigenen Ministerpräsidenten und eigene Ministerien, die unabhängig voneinander operierten. Eine Ausnahme bildeten die gemeinsamen Ministerien (Außen-, Finanz- und Kriegsministerium), die für die Angelegenheiten beider Reichsteile Österreich-Ungarns zuständig waren. Franz Joseph I. blieb in Realunion Staatsoberhaupt beider Reichshälften. Als Gründungsdatum des Königreichs gilt der 8. Juni 1867, der Tag der Krönung von I. Ferenc József zum König von Ungarn in der Matthiaskirche von Buda.

### Erste Jahre

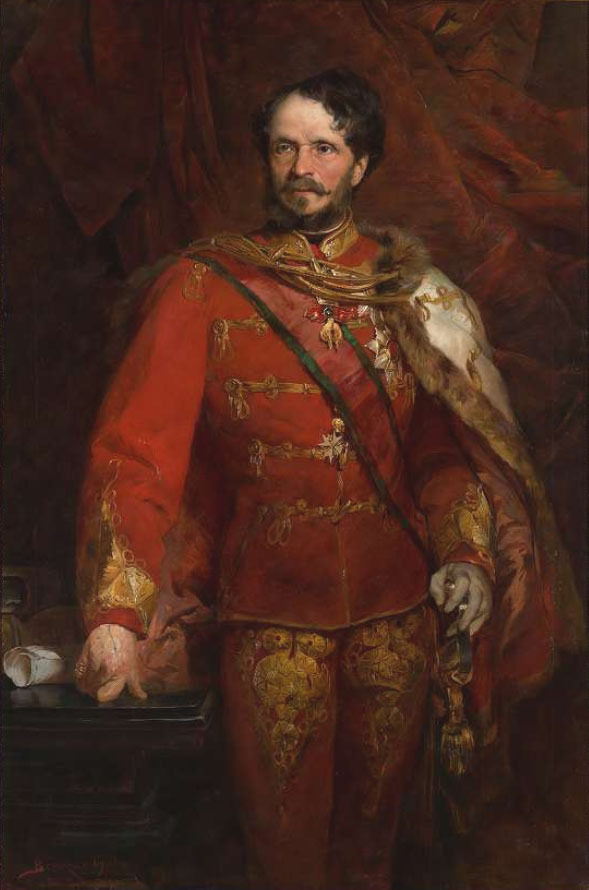
Gyula Andrássy

Erster Ministerpräsident Ungarns wurde Gyula Andrássy, der zuvor zusammen mit Ferenc Deák den Ausgleich ausgehandelt hatte und zugleich den Posten des Verteidigungsministers übernahm. In seiner Amtszeit wurden über 200 Gesetze erlassen, welche die Staatsverwaltung und den Schulunterricht reformierten. Zudem wurde ein neues Wehrgesetz eingeführt und die Modernisierung der Infrastruktur und der Hauptstadt angestoßen. Seine Reformen stießen in den ersten Jahren jedoch auf Widerstand, da die Mentalität der Bevölkerung noch auf den Widerstand gegen Zentralismus ausgeprägt war und sie auch dem Ausgleich misstraute. In diesen Jahren verleibte sich Ungarn, im Einklang mit dem Ausgleich, das österreichische Kronland Siebenbürgen sowie die Militärgrenze ein. Im Ungarisch-Kroatischen Ausgleich wurde die Teilautonomie der Kroaten im Nebenland Kroatien-Slawonien geregelt. Andrássy lehnte als ungarischer Ministerpräsident 1870 im Kronrat den von österreichischen Generälen, als Revanche auf die Niederlage Österreichs gegen Preußen bei Königgrätz, geforderten Kriegseintritt gegen Preußen im Deutsch-Französischen Krieg ab, um eine Stärkung der österreichischen Reichshälfte zu verhindern. Als Verteidigungsminister der ungarischen Reichshälfte war er sich zudem darübee im Klaren, dass die Gemeinsame Armee für den Krieg nicht vorbereitet gewesen wäre. Des Weiteren brauchte er das 1871 entstandene Deutsche Kaiserreich, um sich gegen den Wiener Zentralismus und den Einfluss Russlands auf dem Balkan zu schützen. Als gemeinsamer Außenminister Österreich-Ungarns ab 1871 entschärfte Andrássy das angespannte Verhältnis zu Deutschland und begann eine friedliche Annäherung, die im Dreikaiserabkommen 1873 zusammen mit Russland gefestigt wurde. Auf dem Berliner Kongress 1878 gelang Andrássy eine festere Bindung Österreich-Ungarns an Deutschland sowie eine Schwächung Russlands auf dem Balkan. In der Folge besetzte die Donaumonarchie Bosnien und Herzegowina.
Nachfolger Andrássys als Ministerpräsident Ungarns wurde 1871 Menyhért Lónyay, der zuvor gemeinsamer Finanzminister Österreich-Ungarns gewesen war. Sein politisches Programm sah eine Reihe von Reformen, wie etwa die Ausweitung des Wahlrechts oder Steuerreformen, vor. Dadurch gewann er vor allem die Beliebtheit der jüngeren Generation. Seine Amtszeit kennzeichnete die rasante Modernisierung der Industrie, infolge dessen 1872 das erste Industriegesetz des Landes verabschiedet wurde. Lónyay geriet jedoch schnell in Ungunst, da er sich mit Geldern zur Modernisierung des Landes bereichert haben soll, während der Staat sich zunehmend verschuldete. Zudem kehrte er außenpolitisch sehr stark von den Vorstellungen seines Vorgängers ab. Am 1. Dezember 1872 sah er sich, der Korruption beschuldigt, zum Rücktritt gezwungen.

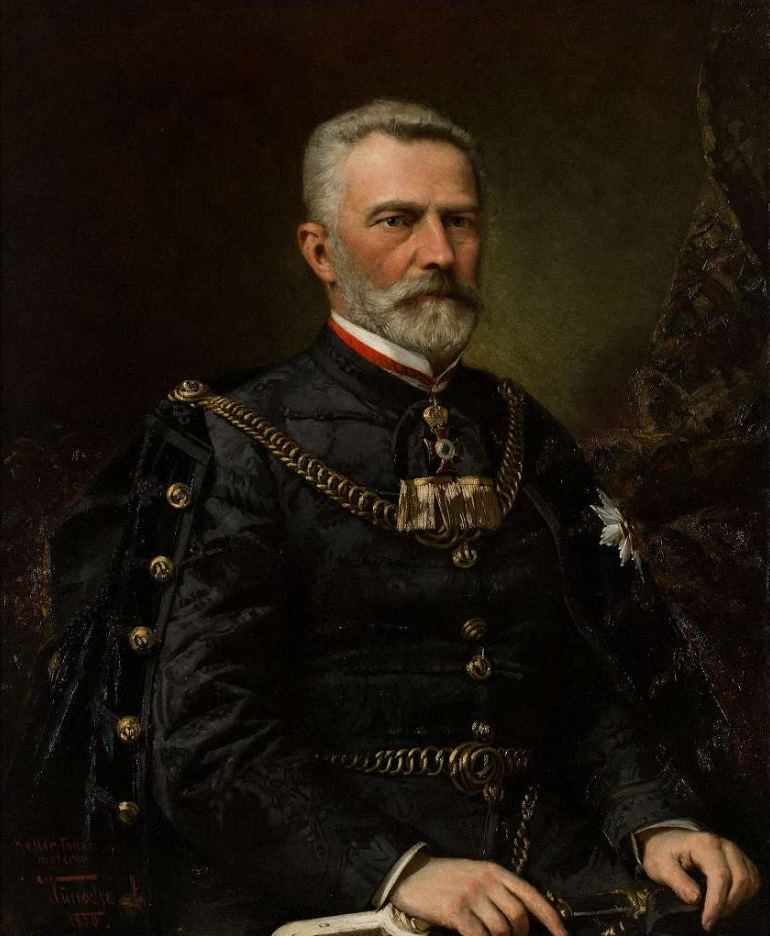
József Szlávy

Als neuer Ministerpräsident wurde József Szlávy vom König ernannt, der die Amtsgeschäfte am 4. Dezember übernahm. Seine Amtszeit war überschattet von der schwindenden Mehrheit seiner Partei im Reichstag und vom Wiener Börsenkrach am 9. Mai 1873, der auch schnell gravierende Auswirkungen auf die Budapester Börse und damit auf die ungarische Reichshälfte hatte. In der Folge gingen 50 ungarische Banken und 64 Aktiengesellschaften bankrott. Die Krise betraf besonders den modernen, aber unterentwickelten Sektor. In dieser schwierigen Situation gelang es Szlávy durch Anleihen des Rothschild-Konsortiums in Höhe von 153 Millionen Forint, den bevorstehenden Staatsbankrott und den Verkauf der staatlichen Kohle- und Eisenwerke zu verhindern. Nachdem es ihm misslang, eine handlungsfähige Regierung mithilfe der Oppositionspartei Kálmán Tiszas zu bilden, trat er 1874 zurück.
Die Amtsgeschäfte übernahm István Bittó am 21. März 1874. Zur Auswahl für diese Position stand neben Kálmán Ghyczy auch Kálmán Tisza. Letztlich fiel die Entscheidung des Königs jedoch auf den Präsidenten des Repräsentantenhauses. In seiner kurzen Amtszeit, die wie die seines Vorgängers von der Finanzkrise belastet war, nahm er Steuerschuldnern das Wahlrecht und erließ ein Unvereinbarkeitsgesetz für Ungarn.
Nach seinem Rücktritt wurde Béla Wenckheim am 2. März 1875 vorübergehend bis zu den Wahlen zum Ministerpräsidenten ernannt.

### Ära Kálmán Tisza

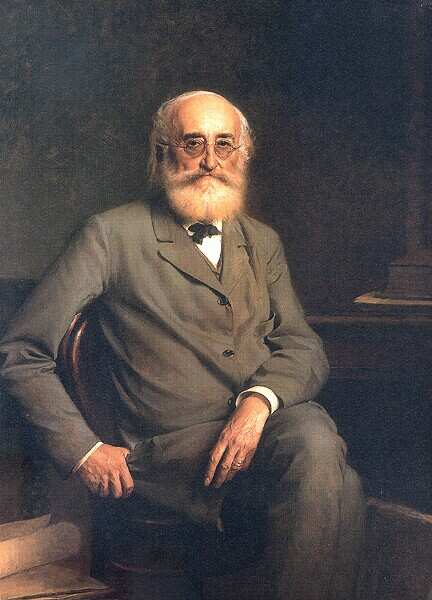
Kálmán Tisza

Bei den folgenden Parlamentswahlen gewann die Liberale Partei von Kálmán Tisza mit einem Erdrutschsieg über 80 % der Stimmen. Er übernahm am 20. Oktober 1875 die Regierungsgeschäfte. Tisza gelang es, seine uneinheitliche Partei, die in der Mehrheit aus Aristokraten und Großgrundbesitzern bestand, geschlossen hinter sich zu stellen und so ihren Fortbestand zu sichern. Als bekennender Dualist hielt er an den Bestimmungen des Ausgleichs fest und sicherte sich über lange Jahre das Vertrauen des Königs. Dank seiner wirtschaftlichen Maßnahmen erreichte die Industrielle Revolution nun auch Ungarn. Seine Nationalitätenpolitik trieb die Magyarisierung mit harter Hand voran, um die ungarische politische Hegemonie trotz vieler Minderheiten zu sichern und Ungarn zu einem Nationalstaat auszubauen. Beispiele hierfür waren die Gründung von ungarischen Kulturvereinen, die Schließung dreier slowakischsprachiger Schulen in Oberungarn und ein neues Schulgesetz, das zwar für die damalige Zeit als modern galt, Minderheiten aber benachteiligte.
Als eine der ersten Maßnahmen erließ Tisza 1876 eine umfassende Verwaltungsreform, die noch bestehende feudale Verwaltungseinheiten, wie die in Siebenbürgen existierenden Stühle der Siebenbürger Sachsen sowie der Székler, aufhob und in einheitliche Komitate umwandelte. Bei den alle zehn Jahre stattfindenden Neuverhandlungen des Ausgleichs von 1867 versuchte Tisza 1877 diesen zugunsten Ungarns zu verändern. Er trat auch aus dem gemeinsamen Handels- und Zollvertrag aus und forderte für die ungarische Reichshälfte eine eigene Notenbank. Die Verhandlungen gestalteten sich in der Folge schwierig, sodass man von einem „Ausgleichskrieg“ sprach (Tisza trat sogar für einige Tage als Ministerpräsident zurück), konnten aber durch einen Kompromiss gelöst werden. Im nächsten Jahr akzeptierte er schließlich, aus realpolitischen Gründen, den in Ungarn unpopulären Okkupationsfeldzug in Bosnien, lehnte aber weitere Annexionen ab. Zudem führte er ein neues Strafrecht durch die Schaffung des Strafgesetzbuches (Codex Csemegi) ein. 1881 reformierte Tisza die öffentlichen Sicherheitsorgane und schuf die k.u. Gendarmerie als einheitliche Landessicherheitswache. Die Amtsgeschäfte Tiszas, dessen spätere Regierungsjahre in vieler Hinsicht einer quieta non movere (Politik des Fortwurstelns) glichen, fanden ein jähes Ende bei der Diskussion über ein neues Wehrgesetz. Als Ursache für seinen Rücktritt im März 1890 galt auch ein umstrittenes Staatsbürgerschaftsgesetz, die jene des im Ausland lebenden ungarischen Nationalhelden Lajos Kossuth infrage stellte.

### 1890 bis 1905
Nach Tiszas Rücktritt wurde Gyula Szapáry, zuvor Landwirtschaftsminister, zum Ministerpräsidenten ernannt. Ihm gelang es, einen ausgeglichenen Staatshaushalt zu bilden, die Unfallversicherung und die sonntägliche Arbeitspause einzuführen. 1892 führten beide Reichshälften, wie schon im Ausgleich von 1867 festgelegt wurde, eine neue Goldwährung (Krone) statt der bisherigen Silberwährung (Forint) ein. Wegen des Streits um die von ihm gewollte obligatorische Zivilehe musste er bereits 1892 zurücktreten.

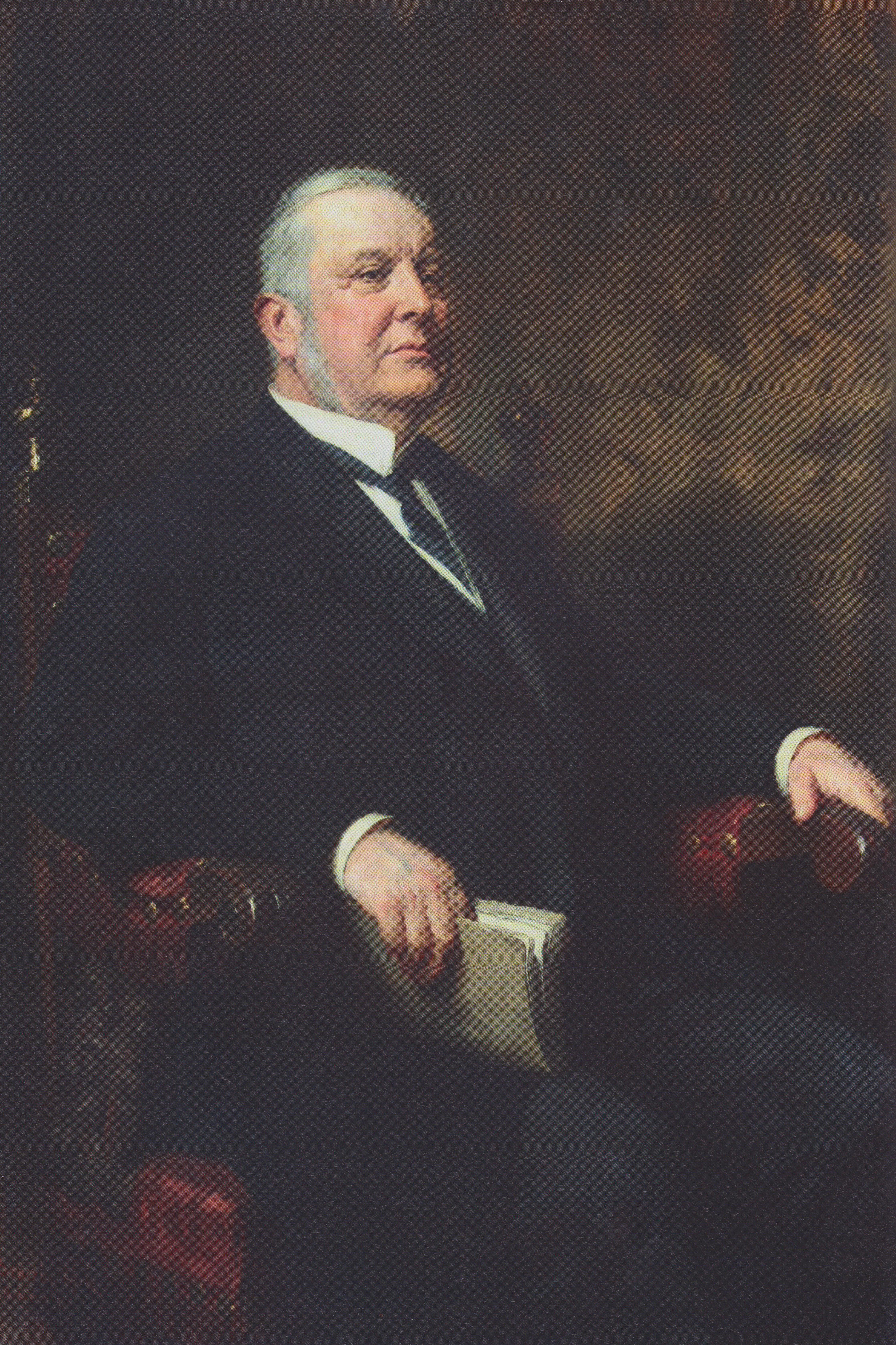
Sándor Wekerle

Seinen Platz nahm Sándor Wekerle, der erste bürgerlicher Herkunft in seinem Amt, ein. Wekerle setzte sich konsequent für die Trennung von Kirche und Staat ein. Er erwirkte eine liberale Religionsgesetzgebung und bereitete ein Gesetz zur Gleichstellung aller Religionen und der freien Religionsausübung vor (wurde erst nach seinem Rücktritt verabschiedet). Dies trennte die katholische Kirche vom Status einer Staatsreligion. Zwar führte er auch Ansätze einer Sozialpolitik ein, Minderheiten gegenüber blieb er aber hart. Nachdem er wegen seiner Religionspolitik das Vertrauen des katholischen Königs verloren hatte, musste er 1895 zurücktreten.
Nach Wekerle gelang es zunächst keinem Ministerpräsidenten mehr, Herr über die schwierige politische Lage zu werden. Mit Dezső Bánffy begann erneut die unter Kálmán Tisza etablierte Magyarisierung der Minderheiten. In dieser Zeit erreichte die Magyarisierung ihren Höhepunkt und wurde mit Repressalien und Polizeiaktionen zwanghaft durchgeführt. Seine Beliebtheit sicherte er sich jedoch unter anderem durch Erfolge in wirtschaftlichen Verhandlungen mit Cisleithanien und dadurch, dass 1896 das tausendjährige Bestehen des Königreichs mit den Millenniumsfeierlichkeiten in der Hauptstadt Budapest begangen wurde. Zu diesem Anlass wurden zahlreiche Bauwerke, wie das Kunstgewerbemuseum, und mit der Földalatti die erste Untergrundbahn auf dem europäischen Festland eröffnet. Neben internationalen Gästen war auch das Königspaar anwesend. Nach dem Verdacht der Wahlmanipulation und dem Widerstand der Opposition musste Bánffy 1898 zurücktreten.
Bánffys Nachfolger wurde Kálmán Széll, der mit den Methoden seines Vorgängers in der Magyarisierung brach. Die Repressalien und Polizeiaktionen hörten wieder auf und die Bedingungen verbesserten sich wieder erheblich für die Minderheiten. Széll versprach saubere Regierungsmethoden nach den Methoden Gesetz, Recht und Wahrheit. Nachdem die Agrarier neue Gesetze zum Schutz der eigenen Agrarprodukte forderten, drohte Széll 1904 aus dem Zollgebiet mit Cisleithanien auszutreten, wenn bis dahin das Zollgesetz nicht neuverhandelt wurde. Allmählich begann sich jedoch die Diskussion über militärische Fragen in den Vordergrund zu stellen. Wegen Meinungsverschiedenheiten in dieser Sache musste Széll bereits am 27. Juni 1903 das Feld räumen.

### Ungarische Krise

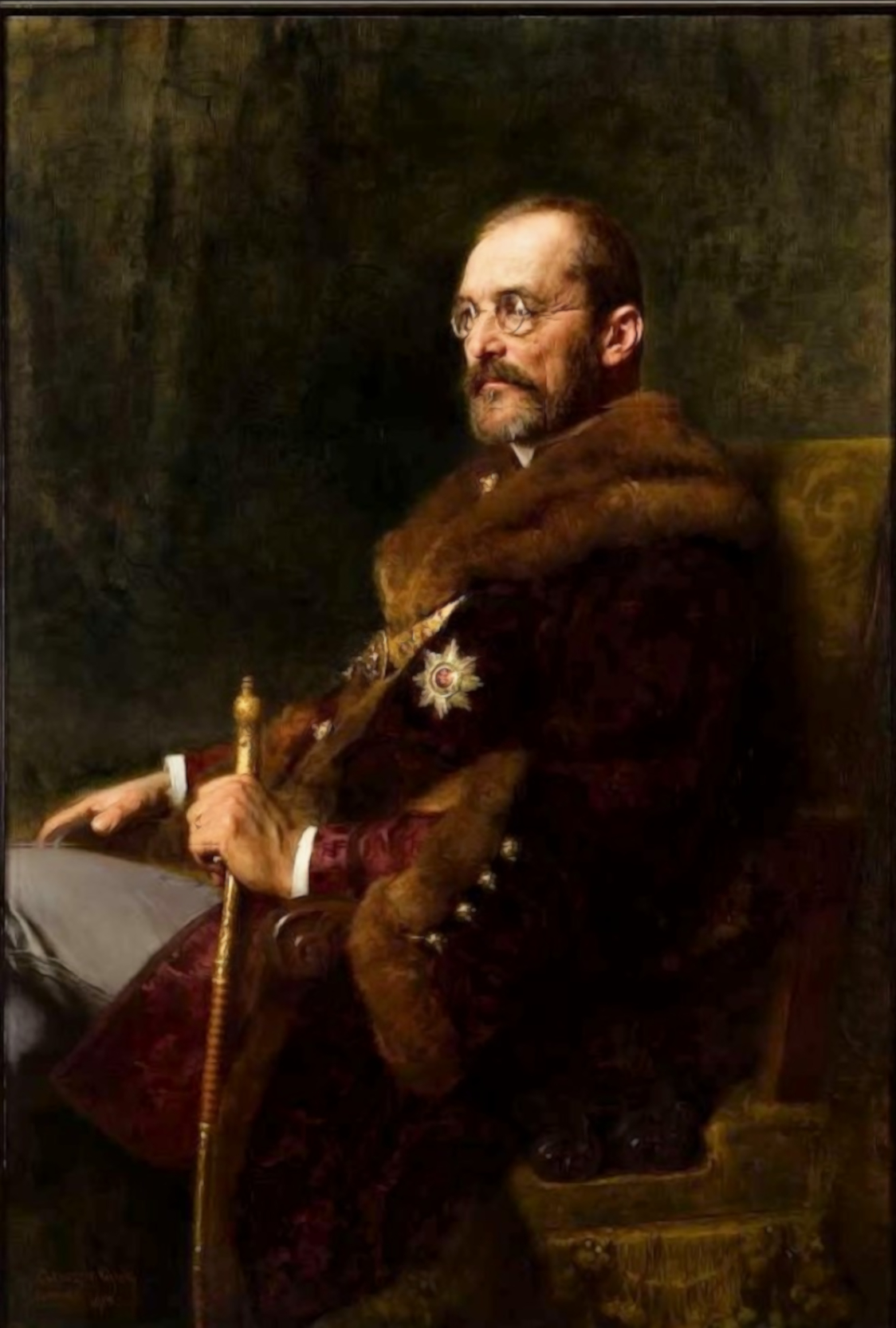
István Tisza

Nachdem Károly Khuen-Héderváry für kurze Zeit das Amt übernommen hatte, wurde Kálmán Tiszas Sohn István Tisza noch im selben Jahr zum Ministerpräsidenten ernannt. Seine Pläne zur Umstrukturierung der Geschäftsordnung des Reichstags erfuhren seitens der Opposition jedoch starken Gegenwind, woraufhin der König das Parlament auflöste und Neuwahlen anordnete. Tiszas Liberale und königstreue Partei verlor jedoch bei den Wahlen erstmals seit 30 Jahren ihre Mehrheit an eine Partei, die dem Dualismus und dem König feindlich gesinnt war. Daher ernannte dieser eine Beamtenregierung unter dem ehemaligen Offizier seiner Leibgarde Géza Fejérváry, die über keine Mehrheit im Parlament verfügte. Im Sommer 1905 steigerte sich schließlich die Ungarische Krise, denn viele ungarische Komitate verweigerten Rekrutierungen und Steuerzahlungen. Unterdessen wurde in Wien bereits im Auftrag Franz Josephs ein Plan zur militärischen Besetzung Ungarns ausgearbeitet. Da die Regierung Fejérváry Wahlrechts- und soziale Reformen versprach, gelang es ihr das Vertrauen der Arbeiterschicht zu gewinnen. Unter dem Druck des Königs gab die Opposition schließlich nach und bildete eine Regierung unter Sándor Wekerle. Aus den von Fejérváry versprochenen Reformen wurde jedoch keine umgesetzt.

### 1906 bis 1914
Wekerle setzte sein politisches Wirken dort fort, wo er noch bei seiner letzten Amtszeit 1895 aufgehört hatte. Er förderte die Industrie durch neue Gesetze und verschärfte erneut den Umgang mit den Nationalitäten im eigenen Land. Im Rahmen seines Sozialen Programms wurde im Südosten von Budapest ein eigenes Viertel für Arbeiterfamilien erbaut, das später nach ihm Wekerle-telep (dt. Wekerle-Siedlung) benannt wurde. Seine Regierungsjahre waren jedoch von der außenpolitischen Trägheit gekennzeichnet. Ihm gelang keine für Ungarn positive Veränderung am Ausgleich, der erneut 1907 verhandelt wurde, da der König und der Thronfolger Franz Ferdinand strikt dagegen waren. Da er immer mehr Anhänger verlor, trat Wekerle 1910 erneut zurück.
Bei den Wahlen 1910 erreichte die Partei István Tiszas, die nun Nationale Arbeiterpartei hieß, erneut eine Mehrheit von über 68 %. Nach den kurzen Amtszeiten von Károly Khuen-Héderváry (1910 bis 1912) und László Lukács (1910), ernannte der König schließlich erneut István Tisza zum Ministerpräsidenten. Das Land befand sich jedoch nun in einer schwierigen außenpolitischen Situation. Im Zuge der Balkankriege (1912/13) destabilisierte sich die Region südlich von Ungarn zunehmend.

### Erster Weltkrieg

#### Das Zögern Ungarns
Das tödliche Attentat auf den Thronfolger Franz Ferdinand bei seinem Besuch in Sarajevo am 28. Juni 1914 löste in der Habsburgermonarchie hektische politische Aktivitäten aus, die in der Julikrise und schließlich im Ersten Weltkrieg mündeten. Am 7. Juli traf in Wien der gemeinsame Ministerrat, bestehend aus dem Monarchen, dem Vorsitzenden des Ministerrats, den Ministerpräsidenten beider Rechtsteile sowie den Ministern der gemeinsamen Ministerien, zu einer Sitzung zusammen. Von den sieben Anwesenden sprach sich allein der ungarische Ministerpräsident István Tisza gegen einen Krieg aus. Im Falle eines Sieges und der Annexion Serbiens, so fürchtete er, würde sich die südslawische Minderheit im Land stark erhöhen, was die führende Rolle der Ungarn im eigenen Land gefährden würde. Im Falle einer Niederlage würden die Nachbarländer Gebietsansprüche auf die von ihrem Volk bewohnten Gebiete in Ungarn erheben. Zudem fürchtete Tisza die Einmischung Russlands und Rumäniens in den Krieg. Mit seiner Ansicht der Situation blieb er jedoch allein, konnte aber den Konflikt zwei Wochen lang verzögern, bis er dem Druck seiner österreichischen Kollegen und Deutschland Mitte Juli nachgab und seine Meinung änderte. Erst als der Gemeinsame Ministerrat vom 18./19. Juli 1914 beschloss, keine größeren serbischen Gebiete zu annektieren, die die dualistische Struktur der Monarchie gefährdet hätten, stimmte Tisza dem von ihm an sich befürworteten Krieg zu. Das Ultimatum wurde am 23. Juli an Serbien übergeben. Nachdem Serbien aber unerwartet Teile der Bedingungen des Ultimatums nicht ablehnte, befand man sich noch nicht im Krieg, obwohl dies vor allem von österreichischer Seite gefordert wurde. Daraufhin formulierte der gemeinsame Außenminister Leopold Berchtold am 27. Juli eine Kriegserklärung an Serbien, die mit dem serbischen Angriff bei Temes Kubin (ung. Kevevára) am Vortag begründet wurde, obwohl dieser nie stattfand. Nachdem die Kriegserklärung am 28. Juli 1914 an Serbien telegrafiert wurde, brach der Krieg aus.

#### Kriegsverlauf
Die Donaumonarchie befand sich bereits kurz nach Kriegsausbruch gegen Serbien, nach der Kriegserklärung Russlands, in einem Zweifrontenkrieg. Durch unzureichende dilettantische Planungen und einer zu geringen Anzahl an Divisionen gelang es im weiteren Verlauf nicht, beide Feinde gleichzeitig erfolgreich zu bekämpfen. Rasch breitete sich der Krieg mit den Kriegserklärungen Deutschlands und Frankreichs in ganz Europa aus. Nach schweren Niederlagen an allen Fronten, besserte sich mit einigen Erfolgen Österreich-Ungarns Lage Ende 1914 wieder leicht. Erst mit der Hilfe Deutschlands und Bulgariens gelang es 1915 das serbische Kernland zu erobern. Auf dem russischen Kriegsschauplatz musste die Donaumonarchie empfindliche Gebietsverluste hinnehmen, die erst 1915 wieder durch deutsche Unterstützung zurückerobert werden konnten, wobei man weit in russisches Gebiet eindrang.
Mit der Kriegserklärung Italiens am 23. Mai 1915 eröffnete sich eine weitere Front im Süden der Monarchie. Dem vorangegangen waren die Forderungen des Landes, dass die Donaumonarchie von Italienern bewohnte Gebiete abtreten solle. Ins Gespräch gekommen war die Abtretung des südlichen Tirols (Trentino) und einiger Grenzgebiete im Friaul. Dies wurde aber von Franz Joseph I. kategorisch abgelehnt. Da aber die Entente Italien ein Gebiet bis zum Brenner und weitere Gebiete an der Adria versprach, trat es auf der Seite der Entente in den Krieg ein. Rasch entwickelte sich dieser zu einem verlustreichen Stellungskrieg im Isonzotal.
Nach weiteren Niederlagen der Donaumonarchie erklärte auch Rumänien am 17. August 1916 den Krieg, während schon Truppen die Grenze überschritten. Zuvor hatte es sich auf Einladung Frankreichs der Entente angeschlossen. Als Gegenleistung versprach man Rumänien ein Gebiet einschließlich des Banats und Siebenbürgens bis zur Theiß. Die in Siebenbürgen einbrechenden Truppen stießen zunächst auf kaum Gegenwehr, da der ungarische Grenzabschnitt nur von der Gendarmerie bewacht wurde. Die eindringenden Truppen wurden von Siebenbürgischen Rumänen jedoch entgegen der Erwartungen Rumäniens sehr zurückhaltend begrüßt. Selbst der rumänische König Ferdinand I. sprach davon, dass man sie begrüße wie Feinde. Die Invasion Rumäniens kam nur langsam voran und stoppte bereits im September. Im Oktober begann bereits der Rückzug der Rumänen, der mit dem der Besetzung zwei Drittels vom Staatsgebiet Rumäniens und dem Einzug der Truppen der Mittelmächte in Bukarest am 6. Dezember 1916 endete. Unterdessen starb am 21. November 1916 König Franz Joseph in Wien. Die Regierung übernahm sein Großneffe Karl, der am 30. Dezember als Karl IV. zum König von Ungarn gekrönt wurde.
Im Frühjahr 1917 traten die Vereinigten Staaten dem Krieg bei, und verschoben das Machtverhältnis deutlich zugunsten der Entente. Inzwischen machte sich bei Soldaten und Bevölkerung Kriegsmüdigkeit bemerkbar. Es kam immer häufiger zu Versorgungskrisen und Befehlsverweigerungen. Ein Lichtblick war die Kapitulation Russlands infolge der Oktoberrevolution.
Militärisch war der Weltkrieg bereits im August 1918 verloren. Im Angesicht der neu angekommenen Soldaten der USA begann die Westfront zusammenzubrechen. Auf dem Balkan drangen Italiener, Franzosen und Serben immer weiter vor. Im September kapitulierte das Verbündete Bulgaren, im Oktober das Osmanische Reich. Mitte Oktober wurde im ungarischen Parlament schon offen über die Niederlage im Krieg gesprochen.

#### Umbruch
Am 29. Oktober erklärte der Landtag von Kroatien-Slawonien die Unabhängigkeit von Ungarn. Am Folgetag tat dies der Slowakische Nationalkongress für die von den Slowaken bewohnten Gebiete Ungarns. Nachdem die ungarische Regierung zurückgetreten war, bildete sich am 24. Oktober der Ungarische Nationalrat, der in Folge der Asternrevolution am 31. Oktober die Exekutivgewalt übernahm. Am selben Tag wurde die Volksrepublik Ungarn von Mihály Károlyi ausgerufen – damit endete die Realunion Österreich-Ungarn.

## Politik

### Politische Struktur
Mit Abschluss des Ausgleichs von 1867 erreichte das Königreich Ungarn eine nahezu vollständige Autonomie innerhalb Österreich-Ungarns und wurde von der anderen Reichshälfte (Cisleithanien) formal selbstständig. Ungarn erhielt seine Verfassung aus der Zeit vor der Revolution von 1848 zurück, und hatte, wie Österreich, unabhängige gesetzgebende Körperschaften.
Zwar hatte jede Reichshälfte selbstständige Ministerien, einige Bereiche, wie die Außenpolitik, das Kriegswesen und das Finanzwesen wurden jedoch gemeinsam geregelt (k.u.k. gemeinsame Ministerien). Hierzu wurden Delegationen zu je 60 Mitgliedern aus dem ungarischen Reichstag und dem österreichischen Reichsrat gebildet. Zudem existierte ein Ministerrat für Gemeinsame Angelegenheiten der Österreichisch-Ungarischen Monarchie, der sich aus den drei Ministern der gemeinsamen Ministerien und den zwei Ministerpräsidenten der beiden Reichshälften zusammensetzte. Der Kaiser und König behielt sich das Recht vor, die Ministerpräsidenten und Kabinettmitglieder beider Reichshälften zu ernennen.

### Der König

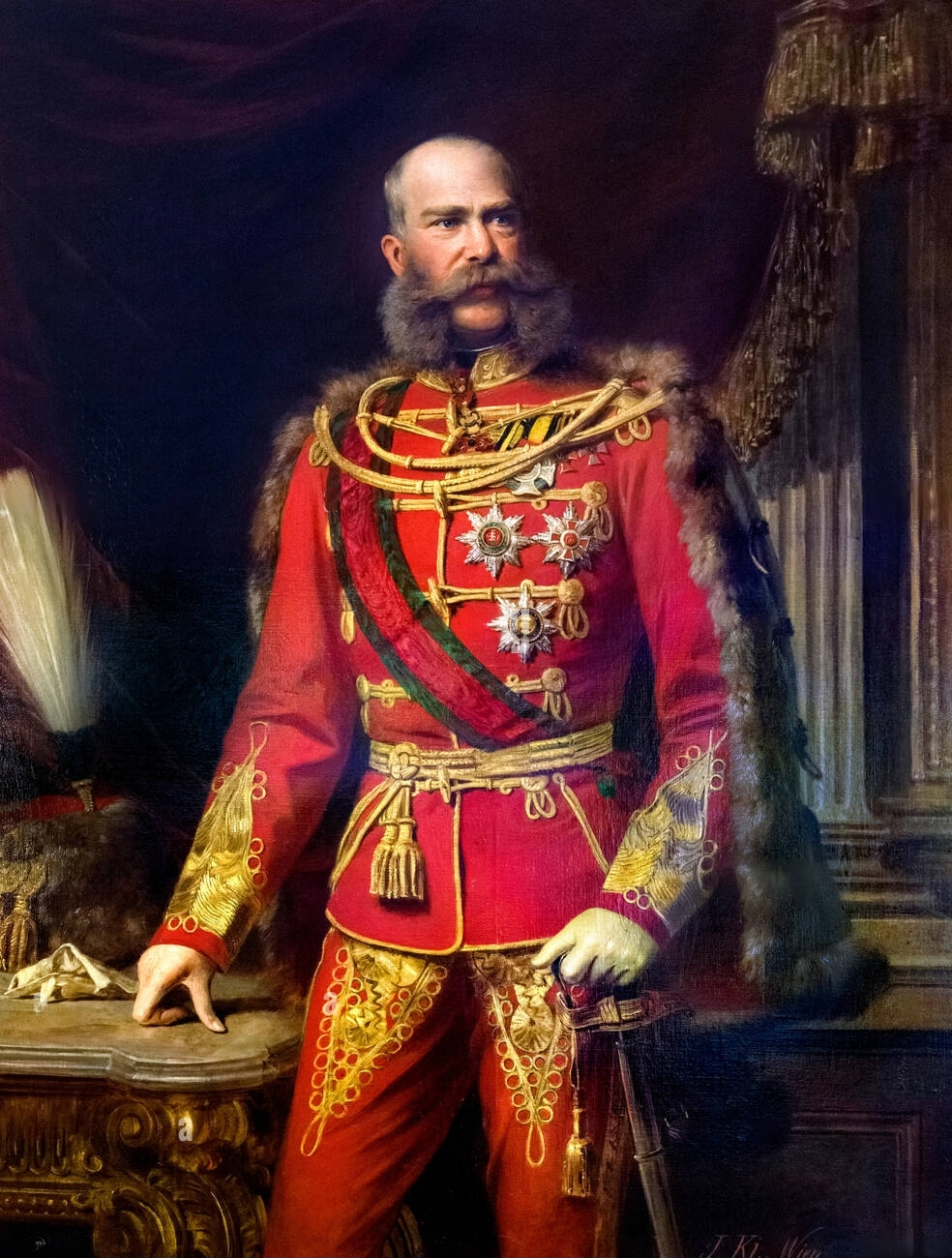
König Franz Joseph I. als Feldmarschall in ungarischer Galauniform, um 1867

Der König von Ungarn war seit dem Österreichisch-Ungarischen Ausgleich Ungarns Staatsoberhaupt, und zugleich in Realunion Kaiser von Österreich und damit auch Staatsoberhaupt der österreichischen Länder (Cisleithanien). Zwei Könige regierten Ungarn in dieser Zeit: Franz Joseph I. (1867–1916) und sein Großneffe Karl IV. (1916–1918).
Die Pragmatische Sanktion von 1713 galt als Staatsgrundgesetz und bildete die Grundlage der Verbindung und Untrennbarkeit der beiden Landesteile Cisleithanien und Transleithanien.
Zunächst stellte sich die Opposition im ungarischen Reichstag gegen Franz Joseph I., den sie ihn nicht als rechtmäßigen König anerkannten. Laut ihrer Auffassung war noch sein Vorgänger Ferdinand V. (als Ferdinand I. Kaiser von Österreich) der König von Ungarn. In seiner Abdankungsurkunde habe er zwar auf alle Amtsgeschäfte in Österreich verzichtet, in dieser wurde Ungarn aber nicht erwähnt. Nachdem der Reichstag 1861 die Abdankung Ferdinands V. gebilligt hatte und Franz Joseph auf Drängen von Ministerpräsident Gyula Andrássy ein entsprechendes Gesetz unterschrieb, musste der Reichstag in Zukunft über eine Abdankung informiert und Ungarn in einer eigenen Urkunde erwähnt werden.
Der König wurde traditionell in der Matthiaskirche in Buda, seit der Vereinigung mit Pest 1873 Budapest, gekrönt. Bei der Krönungszeremonie wurde der König vom Erzbischof von Gran und zugleich Fürstprimas von Ungarn gesalbt und zusammen mit dem höchsten weltlichen Würdenträger Ungarns, dem Ministerpräsidenten, mit der Stephanskrone gekrönt. Danach bestieg er ein Pferd, schwor seinen Eid auf die ungarische Verfassung und ritt auf einen eigens dafür errichteten Krönungshügel, der aus Erde aus allen 63 Komitaten Ungarns aufgeschüttet worden war und verpflichtete sich, das Krönungsschwert in alle vier Himmelsrichtungen schwingend, das Königreich gegen jeden Feind zu verteidigen.

### Parlament

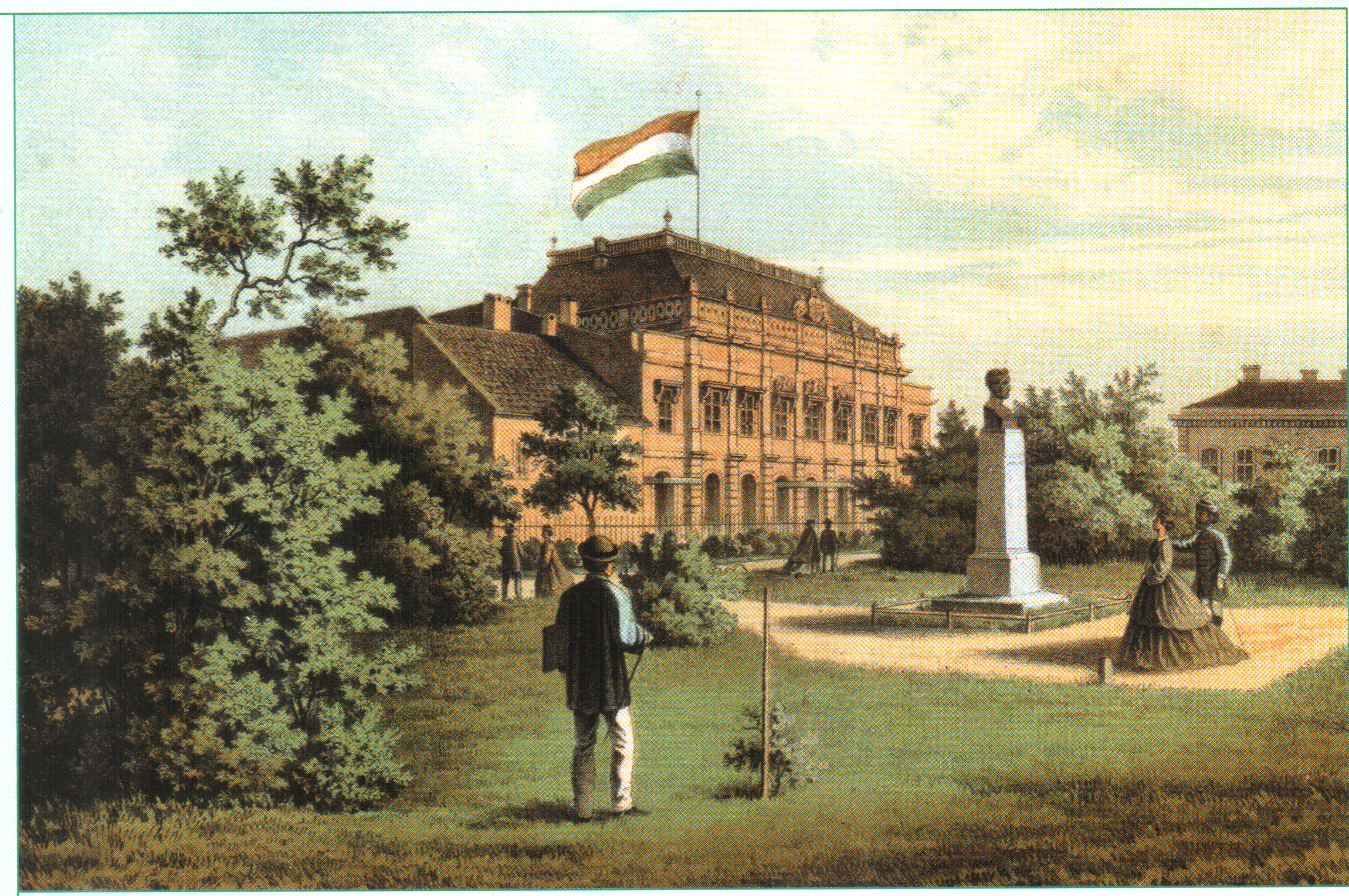
Das Gebäude des Repräsentantenhauses in Pest. Sitz des Unterhauses von 1867 bis 1892.

Mit dem Ausgleich von 1867 wurde das Parlament, bis dahin Landtag genannt, zum Reichstag (ung. Országgyűlés) aufgewertet und war nun zuständig für die Belange der Länder der Heiligen Ungarischen Stephanskrone. Der Reichstag bestand aus zwei Kammern, dem Unterhaus, genannt Repräsentantenhaus (ung. Képviselőház), und dem Oberhaus, genannt Magnatenhaus (ung. Főrendiház). Die 413 Mitglieder des Repräsentantenhauses wurden gewählt. Die meisten der 360 Mitglieder des Magnatenhauses waren adelig oder kirchliche Würdenträger.

### Politische Parteien
Ab 1867 bewegte sich die politische Parteienlandschaft um zwei Ideologien. Die eine, unter der Führung von Ferenc Deák, befürwortete das aktuelle System mit dem Ausgleich und den König als Staatsoberhaupt (sogenannte 67er). Die andere, im Geiste Lajos Kossuths, forderte mehr Freiheit, wie schon bei der Ungarischen Revolution 1848/49 gefordert wurde (sogenannte 48er). Zudem wurde 1890 die Sozialdemokratische Partei gegründet, welche die wachsende Arbeiterschaft repräsentieren wollte. Sie wollte vor allem das Wahlrecht anfechten, welches damals, unter anderem durch eine Einkommensklausel, nur einem kleinen Teil der Bevölkerung erlaubte zu wählen. Die Königstreue 67er Parteien stellten mit Ausnahme der Zeit nach der Ungarischen Krise von 1906 bis 1910 durchgehend die Ministerpräsidenten.

### Einfluss in der ungarischen Reichshälfte

#### Kroatien-Slawonien

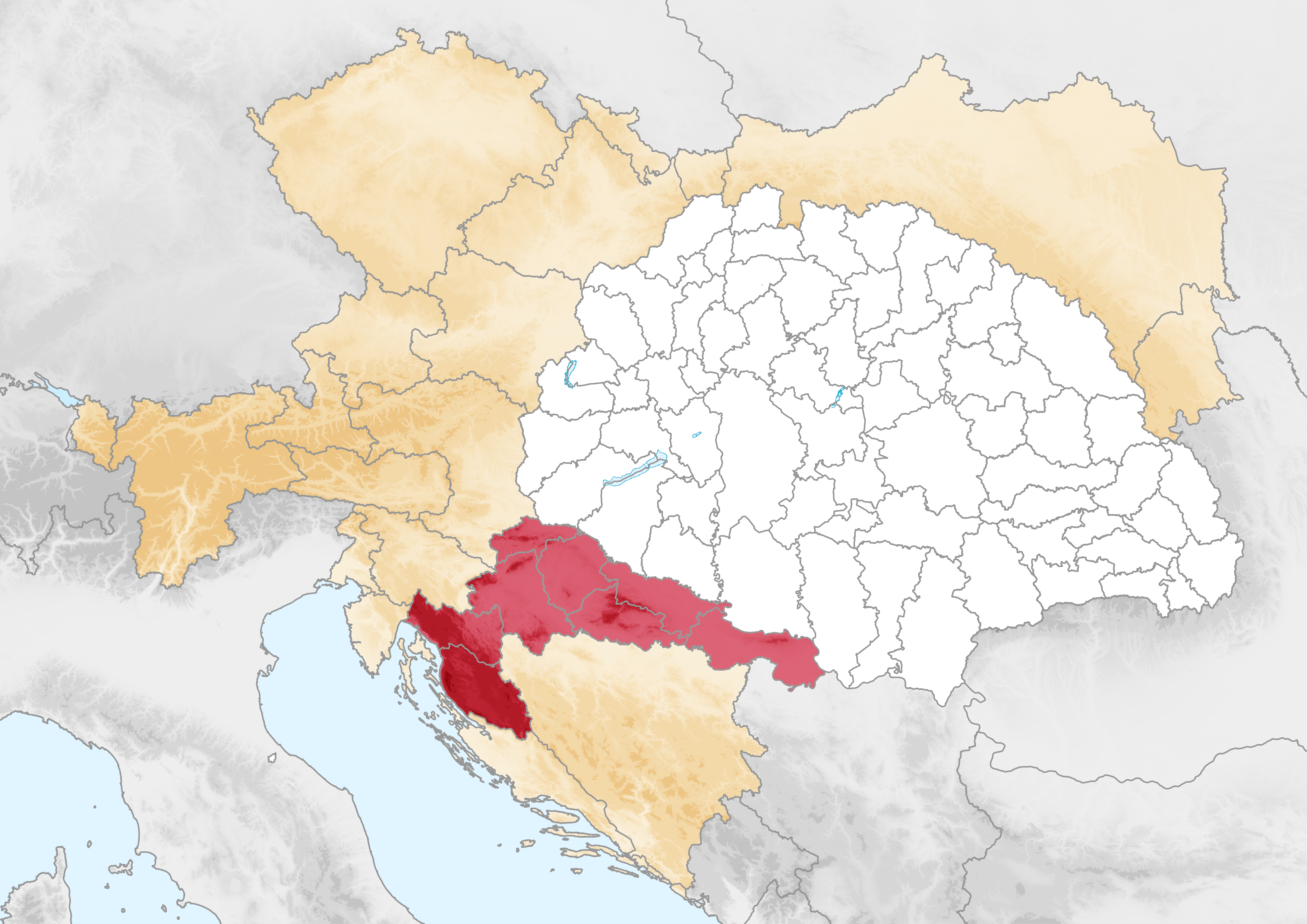
Lage von Kroatien-Slawonien (in Rot) und Ungarns (in Weiß) innerhalb Österreich-Ungarns

Teil der ungarischen Reichshälfte (Länder der Heiligen Ungarischen Stephanskrone) von Österreich-Ungarn war auch das Königreich Kroatien und Slawonien, dessen Teilautonomie im Staatsverband mit Ungarn durch den Ungarisch-Kroatischen Ausgleich geregelt wurde, der am 28. September 1868 zustande kam. Dies garantierte Kroatien-Slawonien Autonomie in inneren Angelegenheiten, wie einer eigenen Gesetzgebung, eines selbstständigen Landtags (Sabor) und einer selbstständigen Regierung, dessen Führung der vom ungarischen Ministerpräsidenten vorgeschlagene und vom König von Ungarn ernannte Ban (Statthalter von Kroatien und Slawonien) übernahm. Das Finanz- und Kriegswesen wurde durch Ungarn und Kroatien-Slawonien gemeinsam geregelt. Der Sabor bestimmte zudem den Minister ohne Geschäftsbereich für Kroatien-Slawonien-Dalmatien, der die kroatischen Interessen in der ungarischen Regierung vertrat. Nach der Auflösung der Militärgrenze wurde das Gebiet entlang der Donau auf Ungarn und Kroatien-Slawonien aufgeteilt.
Da Kroatien-Slawonien historisch bedingt auch Anspruch auf Dalmatien erhob, das ein österreichisches Kronland (dessen Landtag sich jedoch gegen die Vereinigung mit Kroatien-Slawonien aussprach) nannte sich das Nebenland Ungarns auch Königreich Kroatien-Slawonien-Dalmatien. Des Weiteren wurde auch das Wappen Dalmatiens in das von Kroatien-Slawonien aufgenommen.

#### Stadt Fiume mit Gebiet

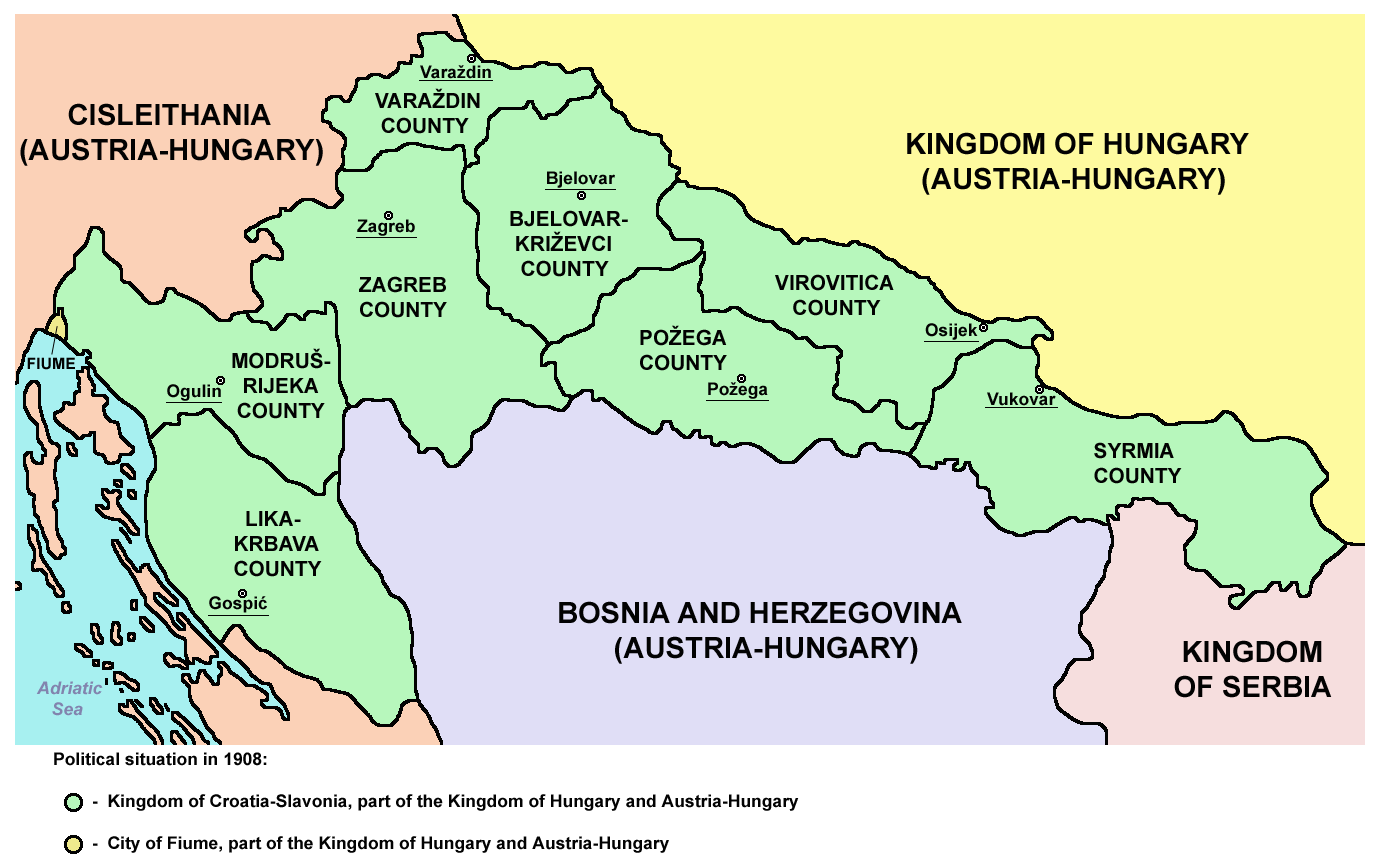
Fiume (in Gelb) und Kroatien-Slawonien (in Grün)

Die an der Adria gelegene Stadt Fiume mit Gebiet wurde direkt von der ungarischen Regierung verwaltet. Sie bestand aus der Stadt Fiume, ihrem Hafen und dem Hinterland, zu dem die drei Orte Cosola, Drenova und Plasse gehörten, und hatte den Status einer Königlichen Freistadt. Oberster Beamter war der auf Vorschlag des ungarischen Ministerpräsidenten vom König ernannte Gouverneur von Fiume und des ungarisch-kroatischen Küstenlands. Die Verwaltungseinheit wählte sich alle sechs Jahre eine aus 56 Mitgliedern bestehende Selbstverwaltung, die den Bürgermeister wählte.
Fiume und sein Gebiet wurde bereits 1776 von Maria Theresia Ungarn angegliedert und 1779 als Corpus separatum direkt der ungarischen Krone unterstellt. Inmitten der Ungarischen Revolution 1848/1849 wurde Fiume am 30. August 1848 von Truppen der kroatisch-slawonischen Landwehr besetzt und am 24. Oktober 1848 zunächst von Ungarn abgetrennt und zur Verwaltung dem Kronland Kroatien-Slawonien unterstellt. Nachdem die kroatische Sprache in dem mehrheitlich von Italienern bewohnten Gebiet als Amts-, Verwaltungs- und Unterrichtssprache eingeführt wurde, forderte die empörte italienische Bevölkerung am 31. Januar 1861 den erneuten Anschluss an Ungarn, der am 14. Dezember 1865 von Franz Joseph I. eingeleitet wurde. Die Verwaltungseinheit erhielt 1868 durch das Gesetz XXX/1868 §66 erneut den Status eines Corpus separatum und wurde ein gesonderter, der ungarischen Krone angegliederter Körper und damit direkt der ungarischen Regierung unterstellt, wobei Fiume wieder Autonomierechte erhielt. Über den genauen Status der Verwaltungseinheit verhandelten Delegationen des ungarischen Reichstags und des kroatisch-slawonischen Sabors vom 15. Mai bis 21. Dezember 1869. Aufgrund der Weigerung der kroatisch-slawonischen Delegation führten die Gespräche jedoch zu keinem Ergebnis. Infolgedessen wurde von der ungarischen Seite ein provisorisches Gesetz ausgearbeitet, welches am 29. Juli 1870 von König Franz Joseph I. verabschiedet wurde. Amtssprache wurde wieder Italienisch.

## Staatssymbole
Neben den gemeinsamen Wappen Österreich-Ungarns hatte das Königreich Ungarn eigene. Die Beschreibung des kleinen und mittleren Staatswappens wurde zuletzt am 5. November 1915 auf Anweisung von König Franz Joseph I. durch Ungarns Ministerpräsident István Tisza geringfügig geändert. Die Ausarbeitung eines großen Wappens wurde auf einen späteren Zeitpunkt vertagt und wurde vor Zerfall der Donaumonarchie nicht mehr veröffentlicht. Das mittlere Wappen enthält nun auch das Wappen von Bosnien und der Herzegowina, das bereits 1878 okkupiert und 1908 durch Österreich-Ungarn annektiert wurde. Zudem erhielten die Engel eine etwas abgeänderte Form. Das kleine Wappen besteht aus einem gespaltenen halbrunden Schild, auf dessen heraldisch rechten Feld acht abwechselnd rote und silberne Streifen abgebildet sind. Auf der Linken Seite ist auf rotem Grund ein grüner Dreiberg dargestellt, auf dessen höchster Wölbung eine Krone ruht, aus der sich ein silbernes Doppelkreuz erhebt. Auf dem Schild ruht die Stephanskrone. Schildhalter sind mit zwei schwebende Engel, die mit weißen Kleidern bekleidet sind. Alternativ können die Engel durch einen Eichenzweig auf der rechten und einen Olivenzweig auf der linken Seite des Schildes ersetzt werden. Das mittlere Wappen enthält im Herzschild den Schild des kleinen Wappens. Das Wappen ist auf sechs Felder aufgeteilt, wobei die unteren beiden eingepfropft sind. Die Felder enthalten im Uhrzeigersinn von heraldisch links oben die Wappen von Kroatien, Siebenbürgen, der Stadt Fiume mit Gebiet, Bosnien und Herzegowina, Slawonien und Dalmatien. Auch hier ist das Schild von der Stephanskrone gekrönt, es können wahlweise Engel oder Oliven- und Eichenzweige als Schildhalter verwendet werden.

Staatswappen
(kleines) Wappen Ungarns bis 1915
Wappen der Länder der hl. Ung. Stephanskrone bis 1915
Kleines Wappen Variante 1 1915–1918
Kleines Wappen Variante 2 1915–1918
Mittleres Wappen Variante 1 1915–1918
Mittleres Wappen Variante 2 1915–1918

Staatsflagge
Bis 1915
1915–1918

## Bevölkerung

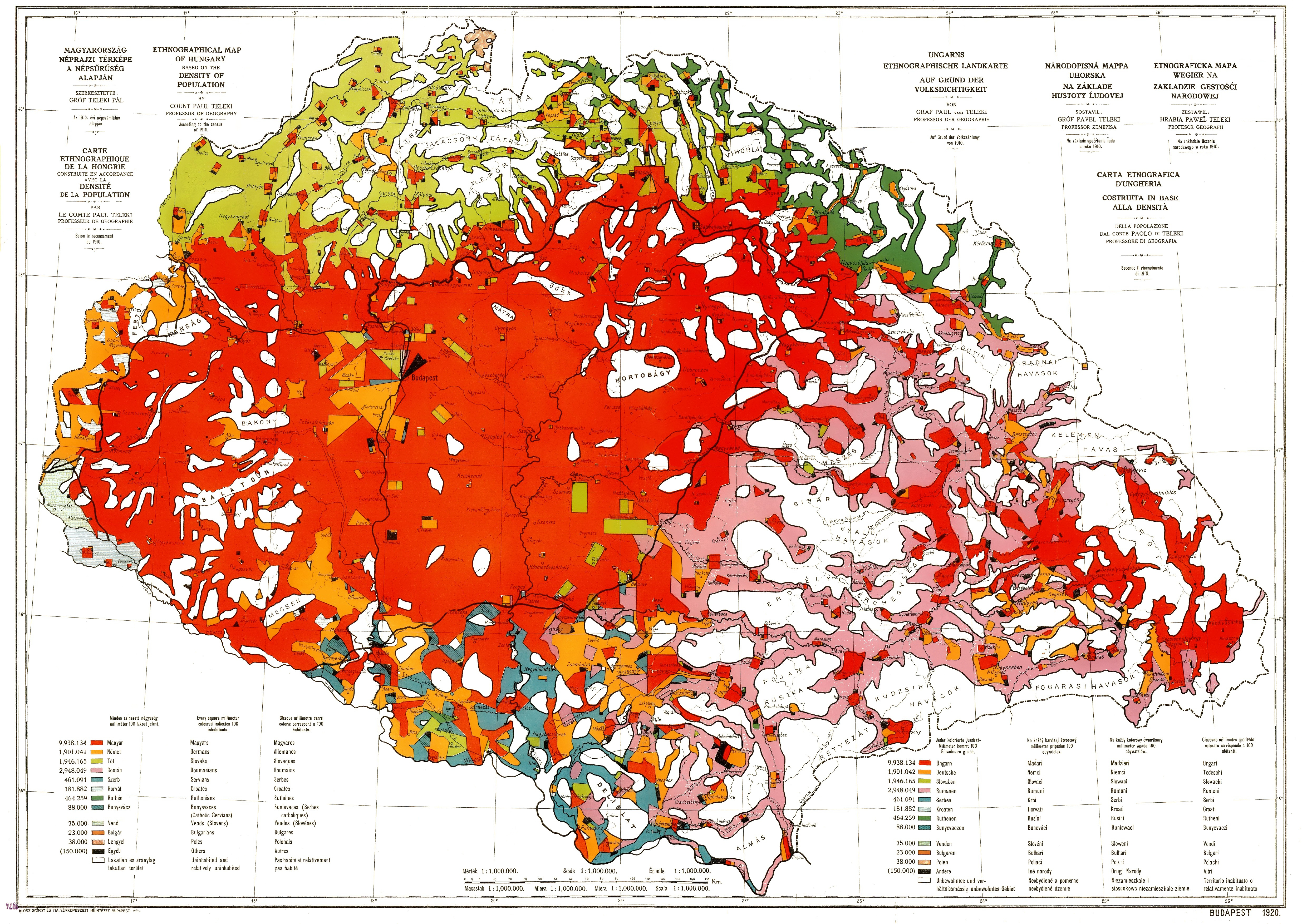
Ethnographische Karte des Königreichs Ungarn nach der Volkszählung von 1910 auf Basis der Bevölkerungsdichte. Die als Carte Rouge bekanntgewordene Landkarte wurde vom Kartographen und späteren Ministerpräsidenten Pál Teleki für die Verhandlungen zum Vertrag von Trianon angefertigt.
- ; ; ; ; ; ;

Die Bevölkerung des Königreichs Ungarn bestand nach dem Ausgleich aus den Magyaren (bzw. Ungarn), welche die größte ethnische Gruppe bildeten, den Slowaken in Oberungarn, den Ruthenen in Transkarpatien, den Rumänen im Kreischgebiet, Banat und Siebenbürgen, den Serben im Banat, den Deutschen in ihren Siedlungsgruppen (Donauschwaben, Siebenbürger Sachsen, Zipser Sachsen, Zipser, Landler usw.) und den Italienern in der Stadt Fiume mit Gebiet. Des Weiteren gab es Juden und Roma.
|      | Magyaren | Rumänen | Slowaken | Deutsche | Serben | Ruthenen | Kroaten | Sonstige |
| ---- | -------- | ------- | -------- | -------- | ------ | -------- | ------- | -------- |
| 1890 | 48,5 %   | 17,1 %  | 12,5 %   | 13,1 %   | 3,3 %  | 2,5 %    | 1,3 %   | 1,7 %    |
| 1900 | 51,4 %   | 16,7 %  | 11,9 %   | 11,8 %   | 2,6 %  | 2,5 %    | 1,1 %   | 2,0 %    |
| 1910 | 54,5 %   | 16,1 %  | 10,7 %   | 10,4 %   | 2,5 %  | 2,5 %    | 1,1 %   | 2,2 %    |

### Magyarisierung
Ähnlich wie im österreichischen Reichsteil, in dem vor allem die nationale Wiedergeburt der Tschechen zu jahrzehntelangen Problemen mit der deutschsprachigen Mehrheit führte, entwickelte sich der ungarische Reichsteil zu einem politisch unstabilen Vielvölkerstaat. In Transleithanien gewährte der ungarisch-kroatische Ausgleich den Kroaten eine gewisse Gleichberechtigung, während in Ungarn die ungarische Sprache Staatssprache war. Zwar wurden den Minderheiten 1868 per Gesetz linguistische und kulturelle Autonomie in Gebieten, in denen sie über 20 % der Bevölkerung ausmachten, garantiert. Die ungarischen Behörden setzten dieses Recht aber oft nicht durch. Die Magyarisierung sollte vor allem in Budapest und den Industriegebieten eine Annäherung an die ungarische Kultur gewährleisten. Den Minderheiten wurde jegliche Gleichberechtigung durch jeweilige Selbstverwaltung der Nationalitäten verwehrt, sie konnten ihre Sprachen nur auf der untersten Verwaltungsebene verwenden. Zwischen 1880 und 1910 stieg der Prozentsatz der sich als Magyaren bekennenden Bürger Ungarns (ohne Kroatien) von 45 auf über 54,5. Mit Hilfe des reaktionären Wahlrechts, das nur den privilegierten Teil der Bevölkerung zur Wahl zuließ – 1913 waren nur 7,7 % der Gesamtbevölkerung wahlberechtigt (oder durften öffentliche Ämter bekleiden) – wurde die reaktionäre Struktur des Vielvölkerstaates Ungarn zementiert.

## Territorium

### Geographie

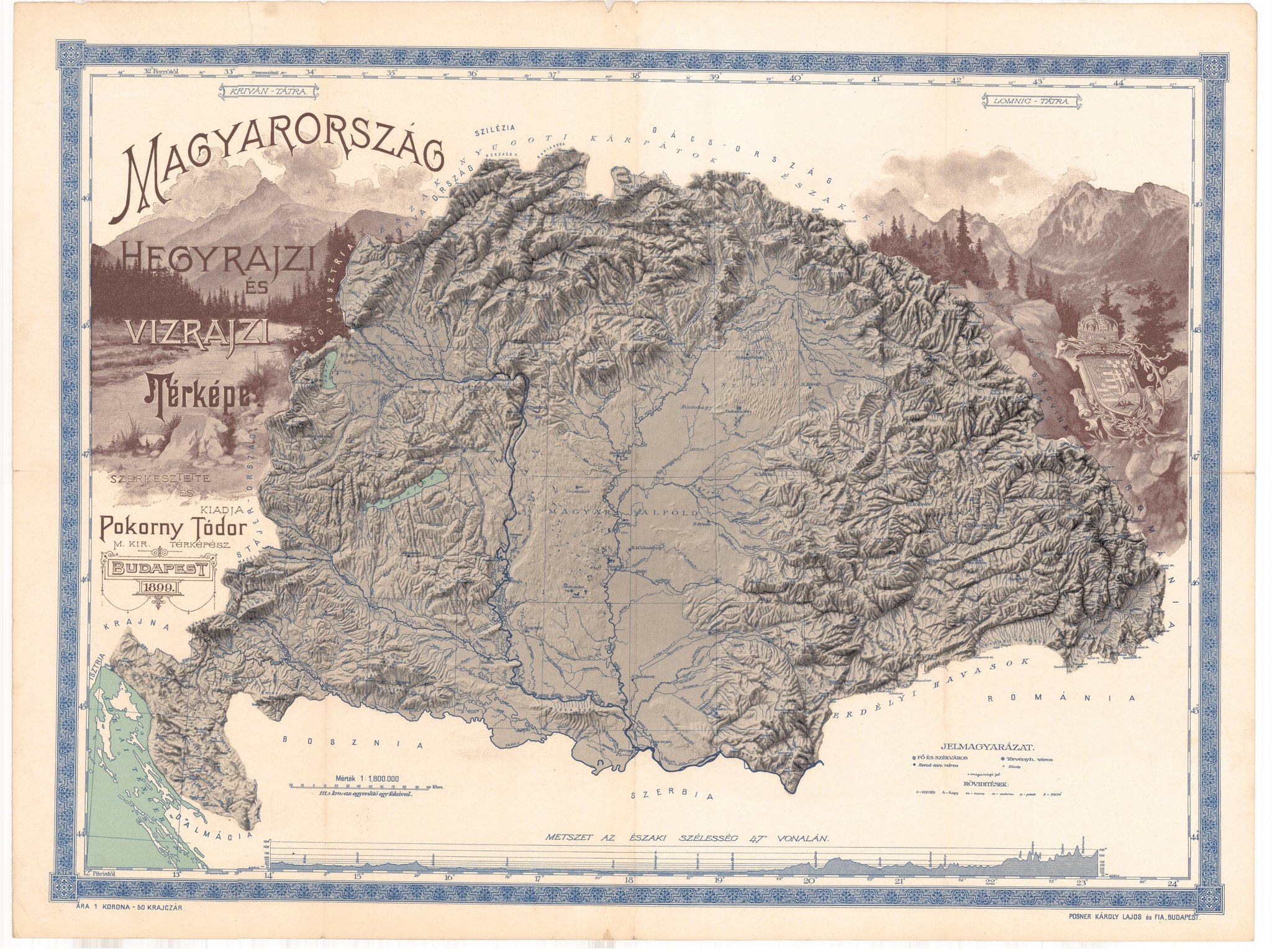
Orographisch-hydrologische Karte Ungarns mit Kroatien-Slawonien, von 1898

Das Staatsgebiet des Königreichs Ungarn umfasste 282.870 km² und hatte jahrhundertealte, zumeist natürliche Grenzen. Der Karpatenkamm umgrenzte das Land, vom Nordwesten bei Pozsony (Bratislava) beginnend, bogenartig bis zur Donau bei Orsova (Orșova) im Südosten des Landes. Von da an bildeten Donau bis ca. Esszék (Osijek), Drau bis Varasd (Varaždin) und Mur bis Bad Radkersburg die Grenze im Westen. Von dort mit kleineren Unterbrechungen die Flüsse Kutschenitza, Lafnitz und Leitha bis zur Donau bei Pozsony (Bratislava) im Nordwesten des Landes.
Das Königreich grenzte (im Uhrzeigersinn) an die folgenden Länder der österreichischen Reichshälfte: Steiermark, Österreich unter der Enns, Mähren, Österreichisch-Schlesien, Galizien, Bukowina; sowie an das Königreich Rumänien, Serbien und Kroatien und Slawonien, ein Nebenland Ungarns.
Extrempunkte:
- Nördlichster Punkt: Berg Polica (heute in Polen)
- Südlichster Punkt: (⊙) bei Tiszafa (heute Eibenthal, Rumänien)
- Westlichster Punkt: bei Görlinc (heute Gerlinci, Slowenien)
- Östlichster Punkt: südwestlich von Sósmező bei Ojtoz (heute Oituz, Rumänien)
- Höchster Punkt: Gerlachfalvi-csúcs 2663 m. (dt. Gerlsdorfer Spitze, heute Gerlachovský štít, Slowakei)[61]
- Mittelpunkt: (⊙) in Szarvas (im Südosten des heutigen Ungarn)[62]

Dieses Territorium umfasste das heutige Ungarn und seinen Nachbarstaat Slowakei im ehemaligen Oberungarn nahezu komplett, sowie einige Dörfer im heutigen Polen, Teile der Ukraine (Transkarpatien), Rumäniens (Partium, Siebenbürgen, Teile des Banats), Serbiens (Batschka, Syrmien, Teile des Banats), Sloweniens (Übermurgebiet) und Österreichs (Burgenland). Die vom Königreich Ungarn verwaltete Stadt Fiume mit Gebiet gehört nun zu Kroatien.

### Verwaltungsgliederung
Das Königreich Ungarn wurde bei seiner Staatsgründung durch König Stephan I. im Jahr 1000 in 45 Komitate (ung. Vármegyék, wörtlich Burgkomitate) unterteilt, deren Mittelpunkt jeweils eine Burg bildete. Seit der Komitatsreform von 1876 war Ungarn in 65 Komitate und 25 Städte mit Munizipalrecht (Munizipien) unterteilt. Zuvor existierten in Siebenbürgen die Stühle und Distrikte der Siebenbürger Sachsen und die Szeklerstühle, die mit anderen Komitaten zusammengelegt wurden. So entstand beispielsweise das Komitat Torda-Aranyos aus dem Szeklerstuhl Aranyos-szék und Teilen des Komitats Torda. Zuletzt wurde 1881 eine kleine Änderung durchgeführt: die Komitate Torna und Abaúj wurden zu Abaúj-Torna zusammengeführt, ebenso wie Krassó und Szörény zu Krassó-Szörény.
An der Spitze jedes Komitats und Munizipiums stand der vom Innenminister vorgeschlagene und vom König ernannte Obergespan. Als einzige Ausnahme galt die Hauptstadt Budapest, an deren Spitze der Oberbürgermeister stand. Hierzu wurden drei Kandidaten vom König und vom Innenminister ernannt, von denen einer von der Generalversammlung der Stadt auf sechs Jahre gewählt wurde.

Die 63 Komitate Ungarns mit den 8 Komitaten Kroatien-Slawoniens, nach 1881